# Mach’s gut, Nicolas
Mach’s gut, Nicolas (Originaltitel: Salut l’artiste) ist ein französisch-italienischer Film von Yves Robert aus dem Jahr 1973 mit Marcello Mastroianni in der Hauptrolle. In der DDR lief er unter dem Originaltitel.

## Handlung
Nicolas ist ein 45-jähriger Schauspieler, der seine Zeit damit verbringt, für das Kino, das Theater, das Radio, das Fernsehen, das Kabarett und die Werbung zu arbeiten. Er läuft ständig umher zwischen zwei Make-ups, hin- und hergerissen zwischen zwei Frauen. Nichts kann ihn entmutigen, nichts aus der Bahn werfen. Allerdings bedrängt ihn sanft die Einsamkeit. Er versucht die beiden Frauen wiederzugewinnen, aber ein gänzlich unerwartetes Ereignis gefährdet das Projekt.

## Kritik
„Ein Kleindarsteller in Paris findet sich im dauernden Hin und Her seines Lebens zwischen verschiedenen Rollen und zwei Frauen nicht mehr zurecht. Heiter-leichte Unterhaltung mit einem Anflug von Persiflage.“